# Azeddine Habz
Azeddine Habz (Ulad Nacer, Marruecos, 19 de julio de 1993) es un deportista francés que compite en atletismo, especialista en las carreras de mediofondo. Ganó tres medallas en el Campeonato Europeo de Atletismo en Pista Cubierta, en los años 2023 y 2025, en la prueba de 1500 m. Ganó su primer mitin de la Liga de Diamante en el mitin de Roma en los 1500m lisos con una marca de 3,29,72 s.

## Palmarés internacional
| Campeonato Europeo en Pista Cubierta | Campeonato Europeo en Pista Cubierta | Campeonato Europeo en Pista Cubierta | Campeonato Europeo en Pista Cubierta |
| Año                                  | Lugar                                | Medalla                              | Prueba                               |
| ------------------------------------ | ------------------------------------ | ------------------------------------ | ------------------------------------ |
| 2023                                 | Estambul (Turquía)                   | Medalla de bronce                    | 1500 m                               |
| 2025                                 | Apeldoorn (Países Bajos)             | Medalla de plata                     | 1500 m                               |
| 2025                                 | Apeldoorn (Países Bajos)             | Medalla de bronce                    | 3000 m                               |